# 鲁麟洋行
德商鲁麟洋行（Reuter, Brockelmann & CO）是中国近代史上一家知名的洋行。

## 历史
总部在德国汉堡，1855年由罗伊特氏（Reuter）和布勒克尔曼氏（布碌架文，Brockelmann）联合创办。咸丰五年在上海设分号。嗣后发展为以上海为总号。主要向中国销售德国工业产品、化工原料、染料等。第二次世界大战开始后，港英当局清理敌产后，鲁麟洋行被遣散。
进口德、英、法、比、美、加、澳及新加坡的纸、玻璃、文具、呢绒、毛线、五金、食品、机器；出口中国的皮货、草帽、肠衣、猪鬃、古玩、蛋制品及其它土产，销往欧、美、澳、非各地。该行还是欧美保险、轮船及其它数家公司厂商的代理。总经理為海因（R·Heyn）。
内设会计部、机器部、颜料部、西药部、出口部等。
- 广州鲁麟洋行：西濠口嘉南堂四楼（现人民南路新华酒店）。曾在沙面南街34号开设办公，属于「沙面十三洋行」之一。[4]
- 上海鲁麟洋行：
- 天津鲁麟洋行：
- 青岛鲁麟洋行：霍恩佐勒路（即今兰山路）与河南路交叉口的西南角鲁麟洋行旧址拆除后建了市委宿舍大院（参见顺和洋行青岛分行）。[5]
- 香港鲁麟洋行：鲁麟洋行华经理（买办）长期由沥滘人罗雪甫充任。[6]
- 北京鲁麟洋行：崇文门大街路东，是北京最早的拍卖行。[7]